# Panini (Népal)
Pour les articles homonymes, voir Panini.
Panini (en népalais : पाणिनी) est une municipalité rurale du Népal située dans le district d'Arghakhanchi. Au recensement de 2011, elle comptait 26 424 habitants.
Elle regroupe les anciens comités de développement villageois de Parena, Khidim, Pokharathok, Pathauti, Maidan, Dhatiwang, Adguri et une partie de Chidika et Pali.